# Westchester, Illinois
Westchester là một làng thuộc quận Cook, tiểu bang Illinois, Hoa Kỳ. Năm 2010, dân số của làng này là 16718 người.

## Dân số
Dân số qua các năm:
- Năm 2000: 16824 người.
- Năm 2010: 16718 người.